# 瀬奈まお
瀬奈 まお（せな まお、1994年11月11日 - ）は、日本の元AV女優。ギルフィー所属。

## 略歴
2014年5月、SODクリエイトのレーベル「SOD STAR」の専属女優としてデビュー。
同年7月 ソフト・オン・デマンド協力のもと、『龍が如く』（セガ）の世界に女性キャラクターとして登場するAV女優を決める「セクシー女優人気投票」が特設サイトにて開催され（投票期間2014年7月3日～8月3日・総投票数約350万票）  、総勢100名の「セクシー女優候補者」の一人としてエントリーされる（得票数不明）。
同年9月25日の公式ツイッターで専属を離れることを発表。他メーカーへの移籍予定はなく、体調に問題があるとのことで実質的な引退表明であった。アカウントは後に削除された。
同年10月13日、瀬奈まおのSOD卒業イベントが開催される。
2015年4月27日、新たなアカウントを取得してツイッターを再開、AVへの復帰を報告した。
2016年3月31日のツイッターで、大学進学が決まったので学業に専念するため当日を以って引退すると発表。アカウントは後に削除された。

## 人物
- 秋田県出身[1]。小柄なロリ系AV女優。

- 趣味はお菓子作り・ゲーム、特技は料理・マッサージ[1]。

- 高校ではボクシング部のマネージャーを務める[10]。

- 初体験は高2の時[10][11]。

- きりたんぽをイメージしたゆるキャラ「きりたんぽん」[12]を創作。デビュー作『AV debut 色白 美肌の秋田美人』の撮影時に台本に落書きしたきりたんぽのイラストがスタッフの目にとまり、キャラクター化される[13]。台本に落書き程度で描いた時は単にきりたんぽを描いただけだったが、それを見たスタッフから「タンポンなんじゃない？」と言われ、合体させる形で「きりたんぽん」が誕生した[14] 。着ぐるみも製作された「きりたんぽん」ちゃんはサイン会などのイベントにも同行。宣伝活動で活躍し、瀬奈まおのデビューを盛り上げた[13]。

## 出演作品

### アダルトDVD
- AV debut 色白 美肌の秋田美人（5月1日、SODクリエイト）
- 止まらない… 超大量潮吹き（6月5日、SODクリエイト）
- いけない場所でいきなり即ハメSEX 無防備な彼女にいきなり即ハメしても敏感なカラダは抵抗できずに感じてしまう!（7月10日、SODクリエイト）
- 妹は兄のいいなり性処理人形 「私…毎日、兄に犯されています…」（8月7日、SODクリエイト）
- 失神するほど…イカサレテ 拘束×巨根×失禁（9月6日、SODクリエイト）
- 10代少女のカラダを舐めイカせる 中年男の濃厚接吻本気汁まみれセックス（10月9日、SODクリエイト）

- 街角美少女を、本気でヤッちゃいました。 2nd. vol.17 東京都秋葉原で顔射ナンパ編（7月21日、プレステージ）
- トーキョー・ロシュツ（8月1日、ワープエンタテインメント）
- 中出しOK娘 渋谷編（8月14日、S級素人）
- 義父のえげつない夜這い（8月25日、マドンナ）
- 背徳の近親交尾 第三章（9月1日、ロリ専科）
- ものすごい失禁 vol.13（9月10日、アイエナジー）
- ガチ本番!! 極上素人ナンパ即挿入!! in川崎（9月11日、S級素人）
- 出世のためロリ好き上司にパイパン娘を売る父（9月13日、おやゆび姫）
- （素）シロウトTV×PRESTIGE PREMIUM 20（9月19日、プレステージ）
- 美少女のおま○こがダメになる程 Gスポット・クリトリス・ポルチオ開発潮吹き（10月1日、MOODYZ）
- おま♥こで誘惑するJKオナエッチ（10月1日、ワンズファクトリー）
- ［緊縛］ 中出し20連発（10月8日、アイエナジー）
- 密室でセンズリを見せられ続けた素人娘は一体どういう反応をするのか!?（10月9日、S級素人）
- お父さんとお兄ちゃんの赤ちゃんを宿した日の温泉旅行 まお（10月9日、宇宙企画）
- ゲスの極み映像 25人目（10月10日、フルセイル）
- 偶然見かけた貧乳女子がまさかのノーブラ!? 見られる事に興奮した彼女の敏感乳首はビンビンに立っていて… 3（10月10日、DOC）
- 街行く女子校生に"スク水"着せてHな事しちゃいました!! 2（10月10日、DOC）
- 超敏感!!妄想大好きレディコミ愛読者を公募で集めて電マ責め我慢出来たら10万円、ダメなら即SEX!! 怒濤の20人スペシャル!!（10月23日、S級素人）
- パイパンロリ美少女のエッチな日常（11月1日、S-Cute）
- 田舎の女子校バレーボール部の部員5人の処女ま○こで童貞を卒業した僕。（11月6日、DIY）
- TEEN's ガチ! NAMPA!! 【ビーチ】の10代少女（11月7日、桃太郎映像出版）
- 巷で噂の思春期パイパン中出しソープ（11月8日、思春期.com）
- キャリアウーマン 危険日種付け凌辱（11月13日、RedCat）
- 男女の友達・同僚同士はSEXまで出来るか? Vol.3 戸惑いながらもマ○コを濡らす女と躊躇しながらボッキしてしまう男（11月15日、ピーターズ）
- 教え子の性的成長記録（11月19日、禁断の果実）
- 新宿で声を掛けた 世間知らずな「学生さん」「OLさん」に「新作水着のモデルになって下さい」と声をかけ、撮影でテンションを上げて ヌルヌル泡泡ソープ体験させちゃいました!（11月26日、アイエナジー）
- ギャルハメウィークエンド!! Vol.003（12月1日、プレステージ）
- 媚薬素股で発情しすぎて擦りイキではもの足りず… 本番禁止なのにネジ込んで離れない高級デリ娘（12月10日、ナチュラルハイ）
- 一般男女モニタリングAV 素人女子大生の姉が弟相手に大胆パンチラ挑発にチャレンジ! 恥じらいながらも見せつけられた姉のパンツに弟ち○ぽはフル勃起! 深夜0時までの制限時間内に何も知らない弟を誘惑し近親相姦できたら100万円!!（12月10日、ディープス）
- 「今晩泊めて下さい」 家出中ギャルとSEX交渉 4時間（12月11日、S級素人）
- 国内最大級のコスプレイベントに潜入! 撮られたがりの美少女レイヤーを世界に発信したいから5万円の謝礼でスタジオ撮影させてと口説いて媚薬入りドリンクで発情させたらヤレるのか?（12月11日、SCOOP）
- 上司にも取引先でも評判の良い高学歴OLが利尿剤とツボ刺激でオシッコ我慢限界!!仕事中の社内で隠れション現場に遭遇した時「お願い、見ないで…」断る声も虚しく止めれない放尿と羞恥の快楽に浸る表情を見逃さない!!（12月11日、SCOOP）
- まおちゃんがAV女優という事。どうしても信じられないし、胸が詰まるので辞めて欲しい。（12月11日、バルタン）
- ド素人ライブTV ハメ撮りパイパンJK有料動画（12月18日、クリスタル映像）
- 360度1回転主観フェラ おしゃぶりに夢中の女体を全方位から鑑賞する新発想、「まわってもらいました」（12月18日、SEX Agent）
- 連射は避けられない仁王立ちフェラ　天に向っていきり勃つペニスにひざまずけ、そしてしゃぶるがいい（12月18日、SEX Agent）
- オナり愛液手コキ 〜溢れ出るマン汁がローション代わりで挿れたい気持ちは両者五分五分〜（12月18日、SEX Agent）
- いいなりパイパン女子高生を従順種付けセックスしまくる（12月20日、グランド・テン）
- 羞恥! 新卒内定者 入社前健康診断（12月24日、サディスティックヴィレッジ）
- 田舎のお嬢様学校の女子校生をさらってレイプ、射精直前に「お前より可愛い娘を今すぐ電話で呼ばないと中出しするぞ」と脅して友達を連れてこさせてその娘もレイプ、そして結局全員ナマ中出し! 4（12月24日、サディスティックヴィレッジ）
- 昼尻妻 Vol.06 誘惑Tバックに挿れたい…。（12月25日、GIGOLO）

- COSOAP 進撃のミ●サ 調査兵団のいる高級ソープへ行ってみた（1月7日、桃太郎映像出版）
- 「お願いです、オヤジとは別れてください!」 父の愛人の部屋に押しかけ別れをせまるも女のエロい誘惑に負けてSEXしてしまった（1月8日、EROTICA）
- （裏）手コキクリニック 〜完全版〜 性交クリニック ファン感謝祭2016超豪華! 新年特大240分スペシャル（1月8日、SODクリエイト）
- 彼女のプライベートフェラ買取ります。 チ●ポを美味しく舐めちゃう今ドキ彼女10人の自画撮りフェラ動画（1月8日、UMANAMI）
- つるつるマ●コの変態性欲 あなたが好きなまおは痴女?ドM?（1月19日、ミステリアス）
- 青山で見つけた優しすぎる美人妻に18cmメガチ○ポを素股してもらったらこんなヤラしい事になりました。（1月21日、アイエナジー）
- マスターベーションインストラクション 7 Schoolgirl JOI 美少女JKスペシャル 2 あなたに語りかける淫語と焦らしストリップオナ指示（1月21日、ROCKET）
- 産婦人科で媚薬を塗られてエビ反りアクメ 妊娠検査に来た女を分娩台で狂うほど発情させて生中出し!（1月21日、ROCKET）
- 催眠術激イキ緊縛調教（1月22日、宇宙企画）
- イっクよぉ〜!観てるぅ〜!? ONA21スタジオLIVEオナニー 「みんなとイキたい」 〜オー・エヌ・エー・トゥエンティワン その時きっとひとつになれた〜（1月22日、SEX Agent）
- 出張先の宴席でクライアントの女性社員に「大人の濃厚セックスがしたい」と口説かれ思わず手をだしちゃった超リスキーな生中出し！！（2月10日、熱遊人）
- ヒロイン凌辱 Vol.86 スパンデクサー 恥辱スクープ編（2月12日、GIGA）
- 100万円でモニタリングさせてください! 職場の同僚と密室で二人っきり! チャットの過激な要求にどこまで仕事仲間のままでいられるか徹底検証!! 「男」を意識したことがなかった仲間の目の前で柔乳ポロリ&デカ尻プルン! 思わず勃起してしまった炎上チ○ポを同僚マ○コは受け入れてくれるのか?（2月12日、SCOOP）
- 「10分おきにキスしてください」赤の他人同士が何度もキスを重ねると火がついて初対面SEXするのか？（2月12日、EROTICA）
- W（ダブル）デカチン股間密着痴漢 満員電車で身動きの出来ないウブ娘のマ○コに規格外のデカチン2本を擦りつけて愛液が垂れるほど感じさせろ！！（2月18日、アパッチ）
- 超・女体観察 2 神秘の女体図鑑!自然界最高の創作物「オンナ」（2月19日、SEX Agent）
- どうしても若い女子とヤリたい！！40代以上のおじさん救済企画「セックスレスおやじの腐りかけチ●ポを優しく慰めてあげてください」素人娘たちは気の毒な中年男性に同情してフェラ、マ●コ挿入、遂にはナマ中出しまでさせてくれる！？（2月25日、ナンパJAPAN）
- 危険日直撃!! 子作りできるソープランド 7（3月5日、Mr.michiru）他出演:藤本紫媛、川瀬麻衣
- 着エロ撮影が一転中出し処女デビュー まお（3月5日、親父の個撮）
- 図書館で声も出せず糸引くほど愛液が溢れ出す敏感娘 17 リモバイ遠隔操作SP（3月5日、ナチュラルハイ）
- 薄幸の制服JK 妊娠覚悟のAVバイト! パイパン炉利人形・加藤真奈美（3月13日、マルクス兄弟）※「加藤真奈美」名義
- 教え子をHなイタズラでお勉強中に勃起させ、SEXまでしてしまう誘惑家庭教師は実在するのか!?（3月17日、アイエナジー）※「かりん」名義
- 妹夜這い 種付け近親相姦 お兄ちゃんの精子で孕んでくれ!（3月17日、Mr.michiru）
- JKが裏風俗に売られて媚薬でセックス調教され中出しOKの肉便器になっちゃいました。 パイパン・まおちゃん（3月25日、宇宙企画）
- 東京路上軟派！！3 学生街突撃編（3月25日、S級素人）
- グラビアモデルになりませんか？と声をかけた渋谷素人娘をボディチェックと騙して衣服を脱がせ、某有名雑誌の専属モデルになれるとチラつかせたら凄いテクニックで精子をどぴゅどぴゅ搾り取ってくれちゃいました。（3月25日、ナンパJAPAN）
- 金○アナル乳首を舐めつくす、噂の全身ベロキス回春マッサージ 3（3月28日、GOD）
- 狭い家でヤリマン高校の妹と相部屋。しかも友達（当然ヤリマン）を連れてきて受験生のボクにはかなり過激なヤリマン話をしている。聞きたくなくても相部屋だからも聞こえてしまいドキドキ。そんな挙動不審なボクを横目で見ていた妹の友達は妹が居ない隙に…（4月7日、Hunter）
- たったのみこすり半でおマ●コぐっちょり発情! お気に入りの人妻デリヘル嬢が素股中に自分から生チン挿入をおねだりしてしまう牝専用媚薬ローションお貸しします!（4月8日、SCOOP）※「アキナ」名義
- 国際線CAがフライト後通うエステで媚薬入りドリンクを飲ませたら鬼イキ発情（4月8日、V&R PRODUCE）
- 奥様の手ほどき センズリを見せつけたら興奮しちゃったむっつり人妻 3 （4月10日、BULLITT）
- ガチナンパ！ド素人さんデカちんの素人童貞くんをひと皮剥いて（一人前にして）くれませんか？ 5（4月15日、ピーターズ）
- 公開羞恥処刑！カワイイ顔したイジメっ子（クラスの女子）よ男の力を思いしれ！去年まで女子校だった学校に入学した僕を待っていたのは女子によるイジメ！男子が少ないからモテるかと思ったら大間違い！！とにかく主犯格のイジメっ子たちを…（4月19日、アパッチ）
- 家出した女子校生が11人も住むシェアハウスで男はボク1人で入れ喰い状態! お金が無くて超格安で入居した先が、家出したワケあり女子校生たちが集まるシェアハウスだった! 男はボク1人だから女の子たちのガードは超ゆるくパンチラ&胸チラ見放題なのでかなりお得。贅沢な話ですが勃起し過ぎでチ○ポが痛い&勃起をバレないようにすることが唯一の悩みです。しかし24時間一緒に生活していると勃起を隠し通すのは無理な話で当然バレて強制退去を覚悟したのですが…。えっ!?勃起に興味津々?うわっ!まさかのハーレム状態に!（4月19日、Hunter）
- 常に性器結合メンズエステ 2（4月21日、アイエナジー）
- INVIDAYS ミニスカJKの放課後痴女サークル（4月25日、デジタルアーク）
- 新●区のメイド喫茶でチラシ配っている店員さんがやたら可愛かったので、声を掛けて連れ出して密室で僕らだけに萌えプレイをしてもらっているうちにいい雰囲気になってSEXまでヤラせてくれちゃいました！（4月25日、ナンパJAPAN）
- 気持ち良すぎるフェラ素人妻が旦那仕込みのフェラチオテクニック公開（４月28日、GOD）
- JK文化祭模擬店 ちら見せオナサポ喫茶 VII（5月13日、アロマ企画）
- 友達の姉のパンティーを洗面所でコッソリパンツコキしてたら、まさかの本人と鉢合わせ! ドン引きされるかと思いきや欲求不満なのかチ♥ポを手に取り放さなかった…（5月13日、V&R PRODUCE）
- 超プレミア級と噂されているアノ特典ブツの裏側を独占スクープ！モザ無しで局部のカタチがパックリくっきり！愛の汁付きおマ●コ直貼りテープ作成に協力してくれる女の子たちは素でこんなにHが大好きだった！（5月13日、SCOOP）
- マン屁図鑑 〜ばぶぱっぶぽぽっぼぷぅぼぷぅ… なんというお下劣!なんという羞恥!なんという淫音!〜（5月20日、SEX Agent）
- あなたの目線 〜実現しました。始めから終わりまで100％完全主観アングルセックス〜（5月20日、SEX Agent）
- パイパン角オナニー 4（5月25日、アロマ企画）
- 胸チラ挑発 ノーブラ勃起乳首 2（5月25日、アロマ企画）
- まおとはるなの挑発チラリズム …同級生が小悪魔すぎて困るんです…（5月25日、アロマ企画）
- GROOVIN’ 超ミニスカ女子校生 パンチラDISCO 4（5月25日、デジタルアーク）
- リアル素人ナンパ! 日本最大級の某同人イベントで見つけた女の子達に声を掛け交渉生セックス!! 〜同人誌を買い漁るオタク女子やカメコに囲まれるコスプレイヤーはやっぱりエロかった!!!〜（5月27日、TMA）
- 足立区勤務の保育士さんのお洒落よりも実用性重視の生下着 久保田真希 田中梢 素人使用済下着愛好会（6月7日、クンカ）※「田中梢」名義
- 合法的公然わいせつ！吊り革を掴んだままの痴漢 デリヘル嬢に立ちバックで生挿入！生中出し！2（6月9日、Mr.michiru）
- 口淫精液採取クリニック（6月13日、アロマ企画）
- AJOI 究極の完全主観オナニーサポートDVD 7 Aromatic Jerk Off Instruction（6月13日、アロマ企画）
- JK 直下型&M字パンチラ挑発 6（6月13日、アロマ企画）
- 駐輪場で拘束され固定媚薬バイブで放置イキしながら助けを求める敏感女子校生を犯さずいられますか?（6月19日、アパッチ）
- 「ゴム着けるんだったらヤラせてあげてもいいけど…ここでヤル勇気あるの？？」「えっ！？」去年まで女子校（しかもヤリマン女子校）で今年から共学になった学校に入学したら男はボク1人。だからガードは緩いのでパンチラなどは当然、見放題なのでいつもフル勃起状態！！（6月19日、Hunter）
- 新・腰ふり騎乗位 4 咥え込んだら離さない女たち（6月25日、アロマ企画）
- 今、横浜が熱い！ 本当はヤリたがっている素人娘で溢れているとの噂を聞きつけナンパ師を派遣！その場しのぎのテキトークでホテルに連れ込めたのはビックリするくらいどカワイイ‘美少女’ばかりでしかもエロい！自慢のムスコもノックアウトされちゃいました！（6月25日、ナンパJAPAN）
- 淫らな私に恋してください（7月1日、S-Cute）
- 本番禁止の都内有名デリヘルでただ口説いてヤルだけじゃ収まらない！ぎらついた男たちがデリヘル嬢に生中出しするまで コスプレデリヘル ５（7月7日、Mr.michiru）
- AV女優 裸コレクション（7月8日、V&R PRODUCE）
- 無毛地帯 〜つるまん女子とのセックスコレクション!ここはパイパンパラダイス!〜（7月15日、SEX Agent）
- おさわり禁止の手コキデリヘル嬢にデカチンを見せつける！デカチンに夢中になったところでそのまま生ハメ！手コキ嬢にまさかの生中出しするまでを完全盗撮！3（7月21日、Mr.michiru）
- 突然パンチラで挑発されてこっそりシゴいちゃった僕。 その11（7月25日、アロマ企画）
- エロ本出版社マル秘舞台裏1（9月23日、内部告発）
- 媚薬レズ痴漢 2（10月20日、ナチュラルハイ）

- やり狂う！SEXに貪欲なH大好きパイパン潮吹き娘。押されると断れない美巨乳女子大生モデル。容姿端麗な女の子がキモチイイを連呼しイキまくる。（3月7日、妄想族）

### イメージDVD
- dame（2014年2月14日、TWCC）
- VISUAL ART Mercury volume.60 （2015年10月1日　渋谷書店）※「山口ほのか」名義
- 放課後の君と（2015年11月1日、half moon）
- 100％美少女 Vol.91（2015年12月18日、メディアブランド）※「原久実」名義
- VISUAL ART JUPITER volume.73（2016年2月18日、渋谷書店）※「山口ほのか」名義「磯のアワビの片想い6-色白透けP　桃色の真実　山口ほのか　SHIB-746」のディレクターズカット版
- 美少女すぎるボクだけのいいなり彼女（2016年2月27日、オルスタックソフト販売）
- 神聖 Deep（2016年2月28日、INTEC Inc）※「七瀬たかみ」名義
- dotinge（2016年4月15日、TWCC）※「mao」名義
- 元有名アイドルグループH○○研究生が卒業翌日に極エロデビュー! （2016年4月27日、オルスタックソフト販売）※「ユキナ」名義
- 神聖 Deep 2nd（2016年4月30日、INTEC Inc）※「七瀬たかみ」名義
- PRIMAL 6（2017年08月10日(※BD版)　３６９）
- PRIMAL 3（2017年09月25日(※BD版)　３６９）

### Vシネマ
- 新・ヒロイン危機一髪!! セブンアッシュ（2016年2月12日、ZENピクチャーズ）

### テレビ
- Sweet Angel #34（2014年6月13日（初回放送日）、MONDO TV）

### ラジオ
- TENGA Presents Midnight World Cafe 〜TENGA茶屋〜 （2014年5月3日　FM大阪）[15]。